# Мария (съпруга на Борис I)
Вижте пояснителната страница за други личности с името Мария.
Княгиня Мария Българска е съпругата на Борис I Покръстител. За нея е известно много малко – майка е на четиримата сина и двете дъщери на Борис: княз Владимир-Расате, княз Гавриил, цар Симеон I, княз Яков, княгиня Евпраксия Българска и княгиня Анна Българска. Името ѝ е засвидетелствувано само веднъж в приписка на известното Чивидалско евангелие от 867 г., която изброява царстващата фамилията на Борис I:
| „ | Тук са имената от България. На първо място техният [на българите] цар Михаил и брат му Докс, и другият му брат Гавриил, и съпругата му Мария, и синът му Расате, и другият Гавриил, и третият син Симеон, и четвъртият син Яков, и дъщеря му раба божия Пракси (Евпраксия), и другата му дъщеря Анна | “ |

Изписани са от анонимен монах за българската дипломатическа мисия до Рим от декември 867 г.